# Abborretjärnen (Nössemarks socken, Dalsland)
Abborretjärnen är en sjö i Dals-Eds kommun i Dalsland och ingår i Göta älvs huvudavrinningsområde. Sjöns area är 0,0085 kvadratkilometer och den är belägen 203 meter över havet.